# Église Saint-André d'Abjat-sur-Bandiat
Pour les articles homonymes, voir Église Saint-André.
L'église Saint-André est une église située en France sur la commune d'Abjat-sur-Bandiat, dans le département de la Dordogne, en région Nouvelle-Aquitaine.
Elle fait l'objet d'une protection au titre des monuments historiques.

## Localisation
L'église Saint-André est située dans le nord du département français de la Dordogne, en Nontronnais, dans le nord-ouest du bourg d'Abjat-sur-Bandiat, en bordure de la route départementale 96.

## Histoire et architecture

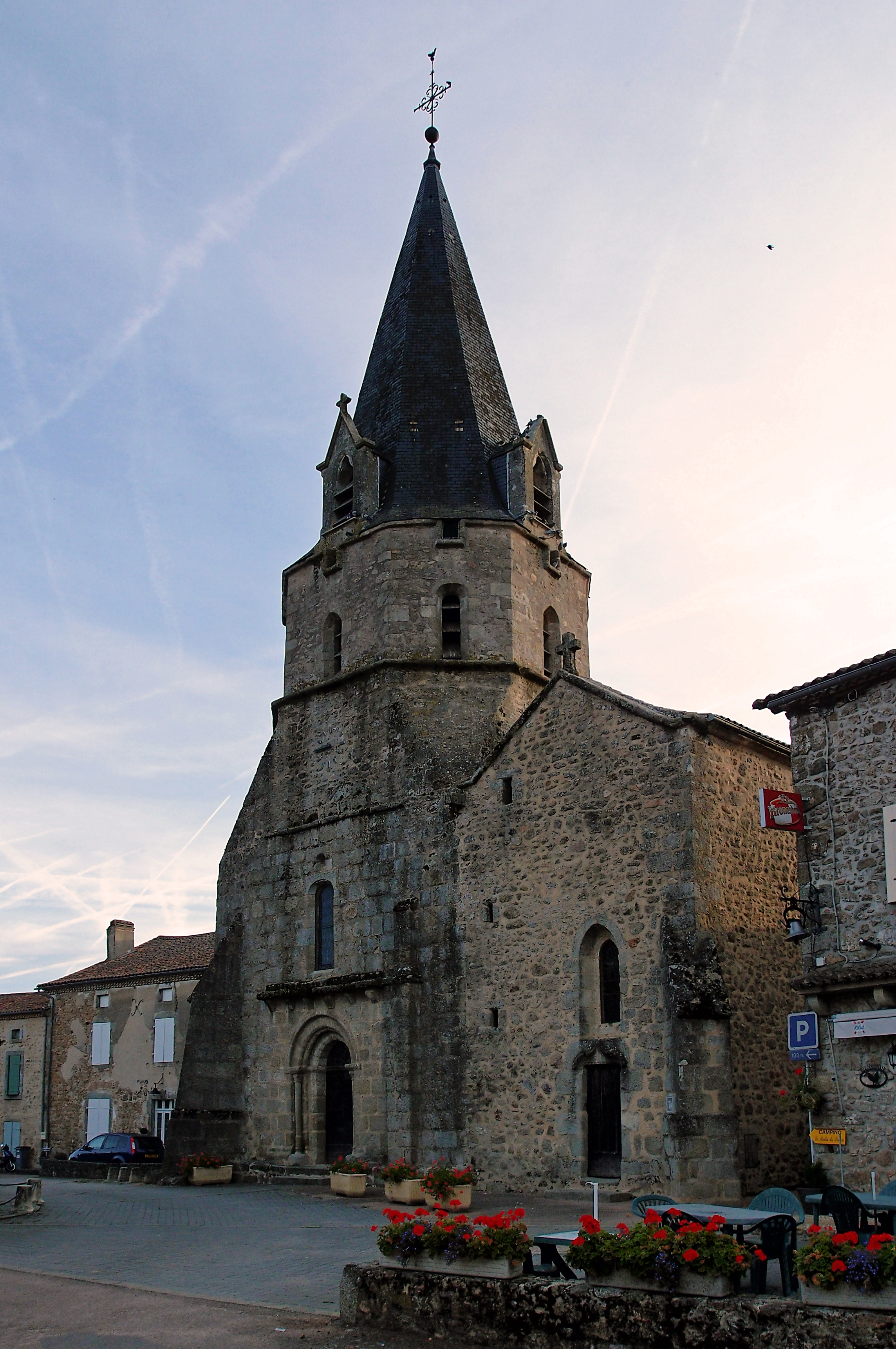
L'église vue depuis le sud-ouest.

L'église de style roman est construite au XIIe siècle avec une nef unique de deux travées et probablement une abside. Trois siècles plus tard, deux chapelles latérales sont accolées à la nef, le long des deux travées. Au XVIe siècle, le clocher est rehaussé d'une flèche octogonale et la baie située au-dessus du portail est modifiée. Au XVIIe siècle, la nef et les chapelles sont prolongées de deux travées, le tout formant ainsi deux nefs accolées. À cette même période, le chœur est modifié, l'édifice se terminant désormais par un chevet plat derrière lequel a été ultérieurement ajoutée une sacristie. Foudroyé en 1783, le clocher a été rapidement réparé. En 1858, l'édifice est restauré et dans le courant du XIXe siècle, la partie sommitale du clocher est modifiée en style néo-gothique, avec l'apparition de quatre lucarnes aux quatre points cardinaux. En 1937 puis 1971, la flèche du clocher a été remontée.
L'édifice est inscrit au titre des monuments historiques depuis le 27 janvier 1994.
Le clocher est situé au-dessus de la première travée de la nef nord. Extérieurement, à droite du portail occidental, l'accès à la nef sud s'effectue par une porte surmontée d'un larmier.
Une litre funéraire a été peinte le long de la nef sud. Dans l'église, devant l'autel de la Sainte Vierge, ont été enterrés Pierre Bruni, seigneur de Gros Puy en 1495, Jeanne Verdier son épouse, et Jean Bruni, seigneur de Gros Puy et de Lestrade en 1527. Le socle de la chaire est constitué par le remploi de la base d'une échauguette. Deux statuettes polychromes en pierre datant de l'an 1604 représentent saint Jean Baptiste et saint André. L'église recèle également un Christ en croix en bois polychrome datant du XIVe siècle.

## Galerie

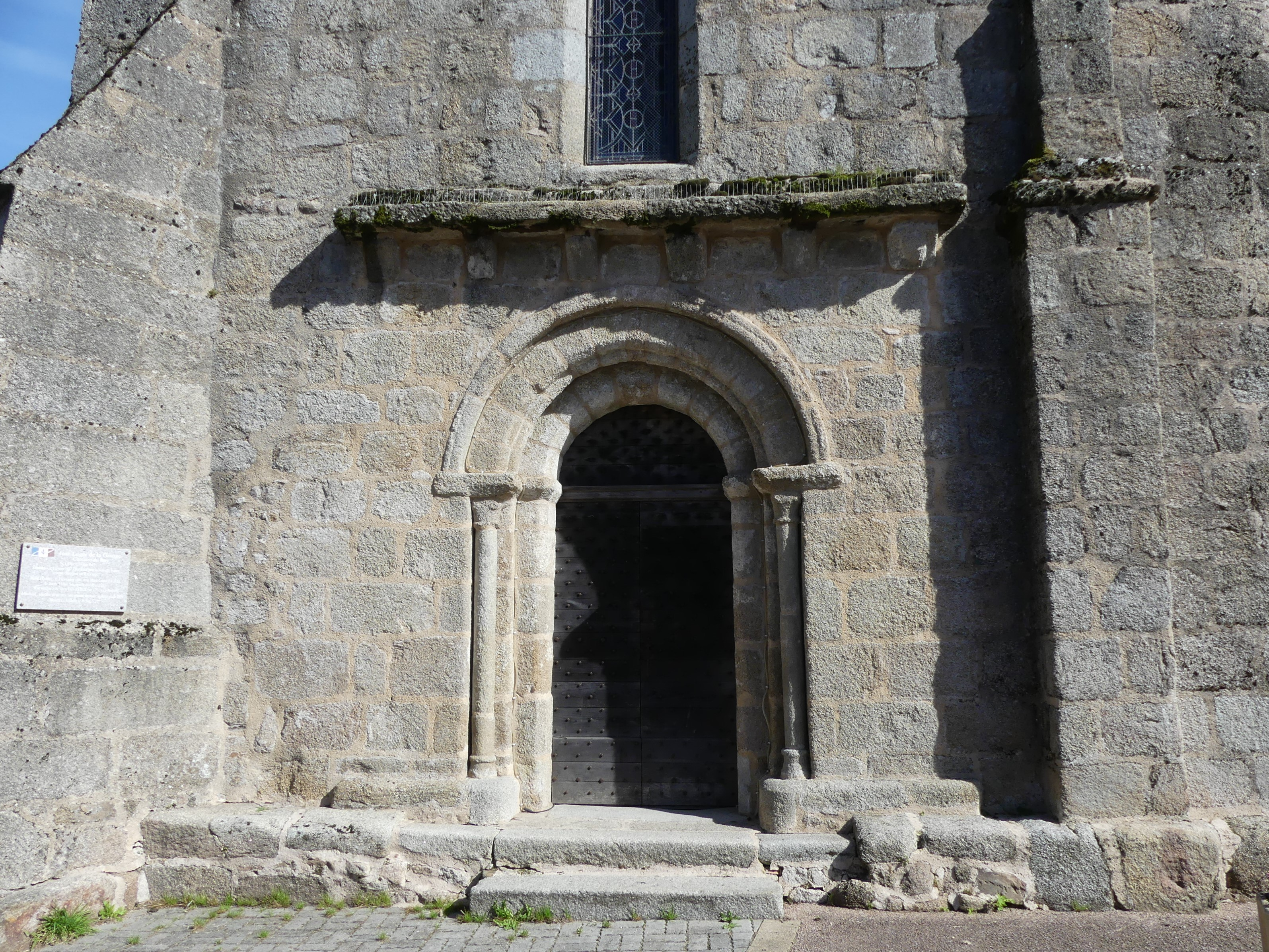
Le portail d'accès à la nef nord.
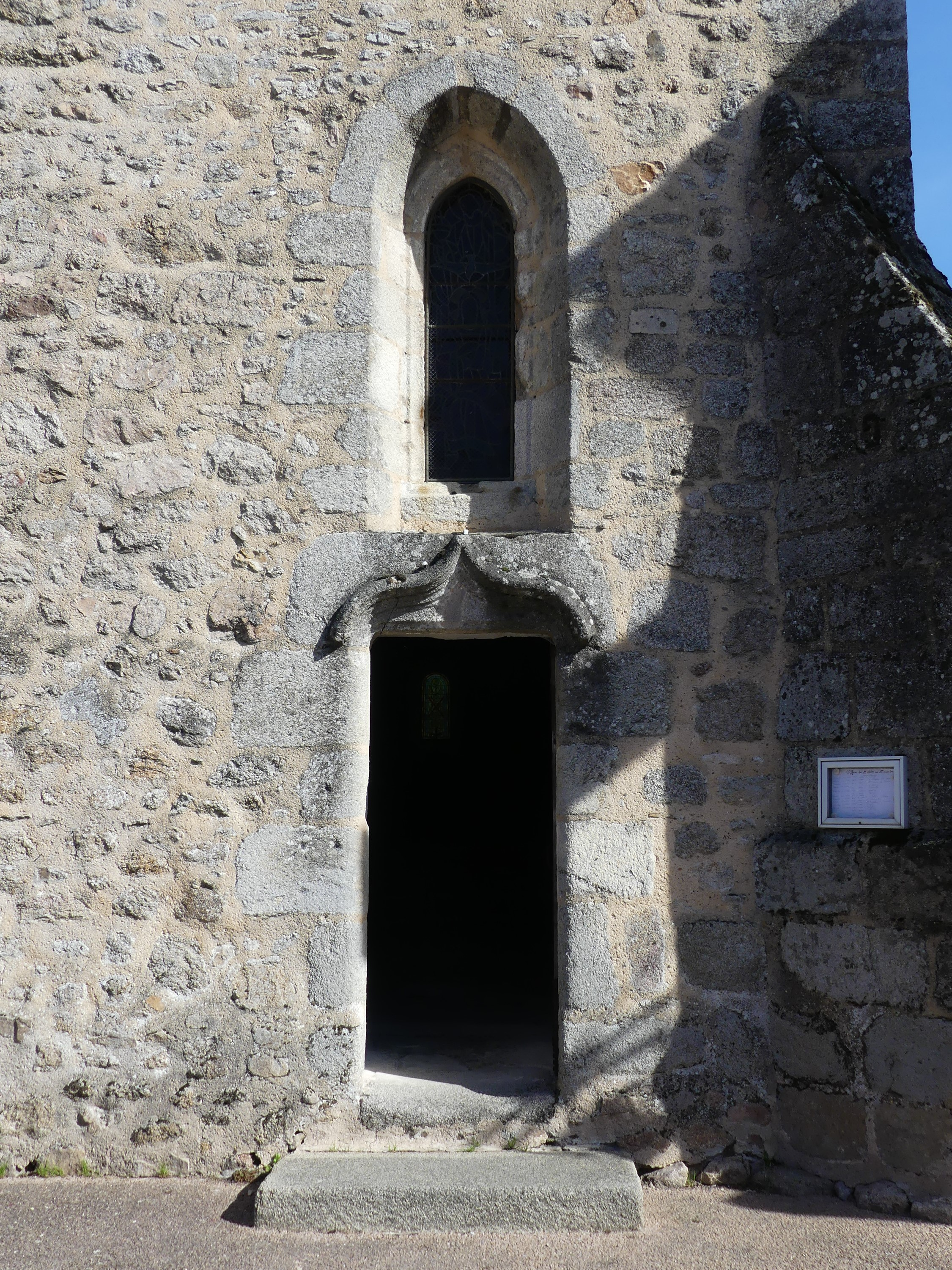
La porte d'accès à la nef sud.
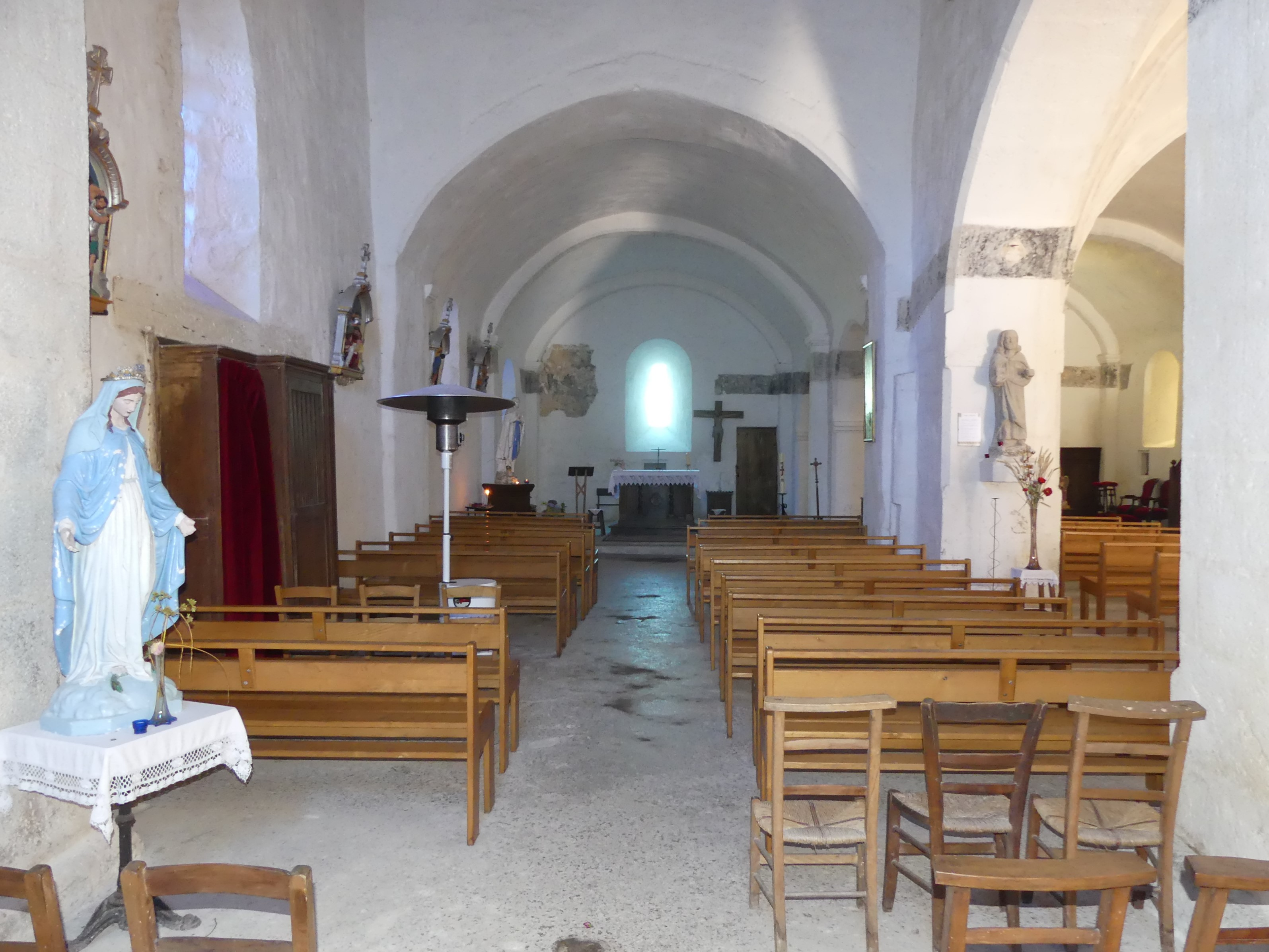
La nef nord.
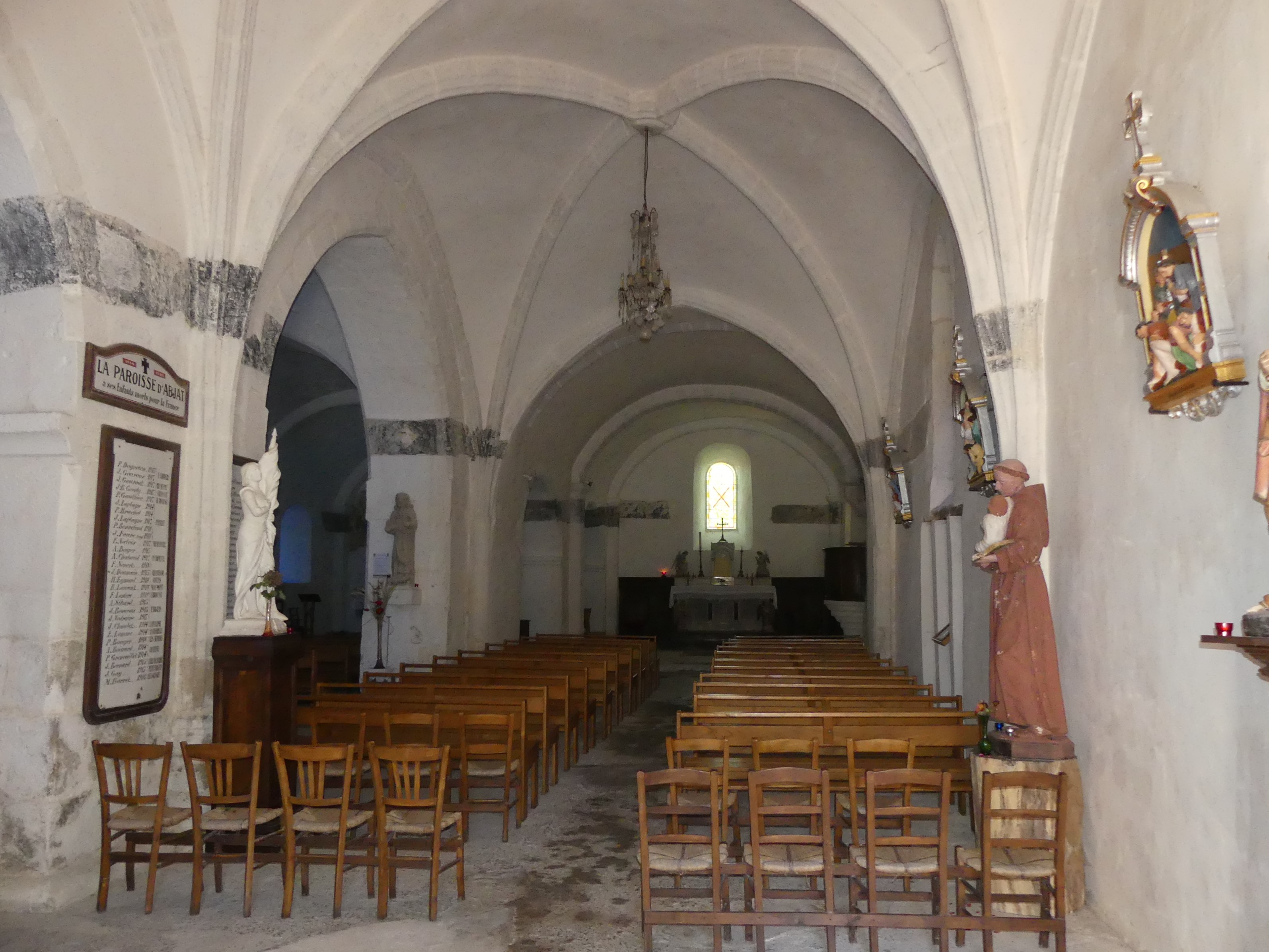
La nef sud.
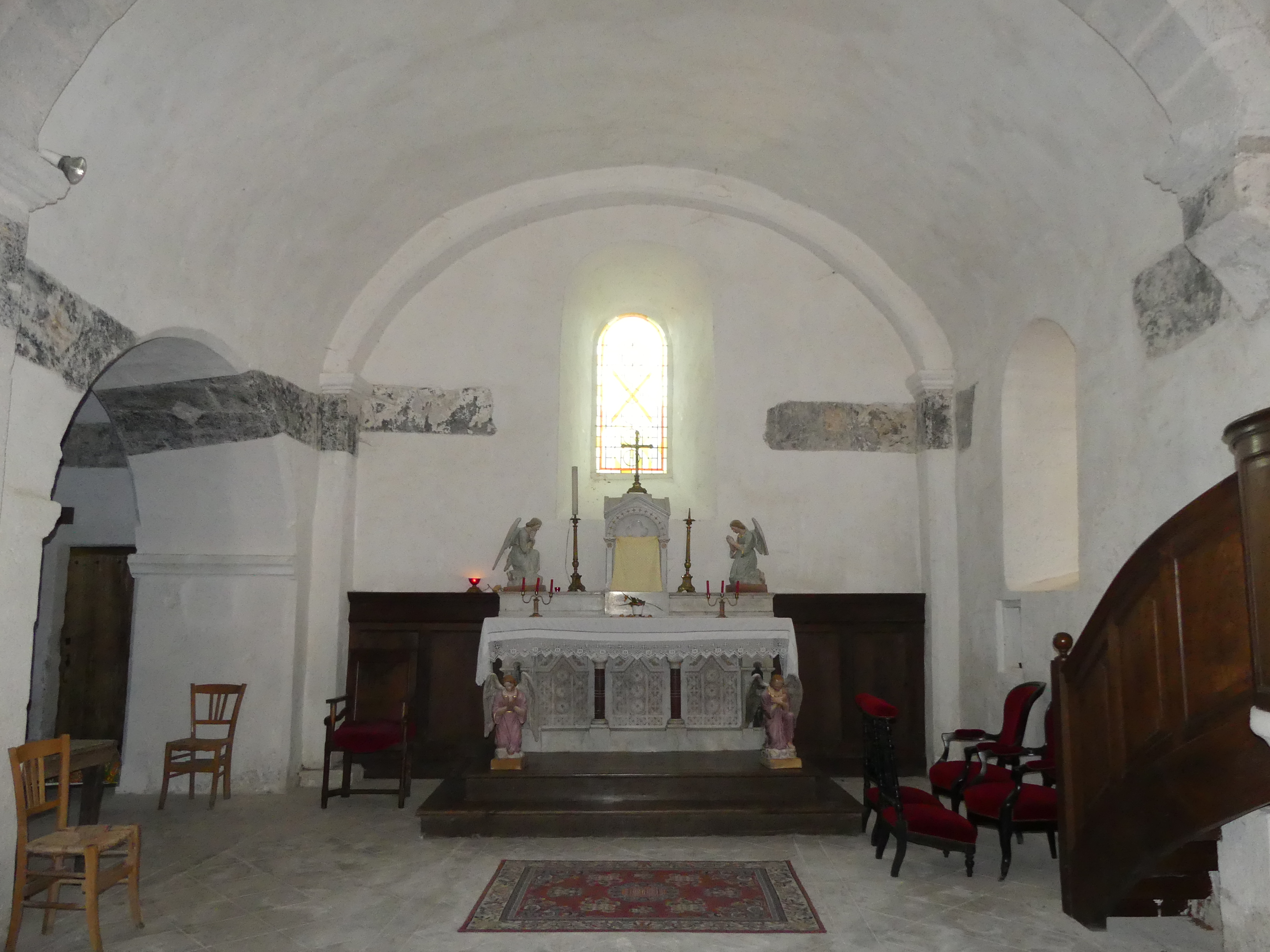
Le chœur.
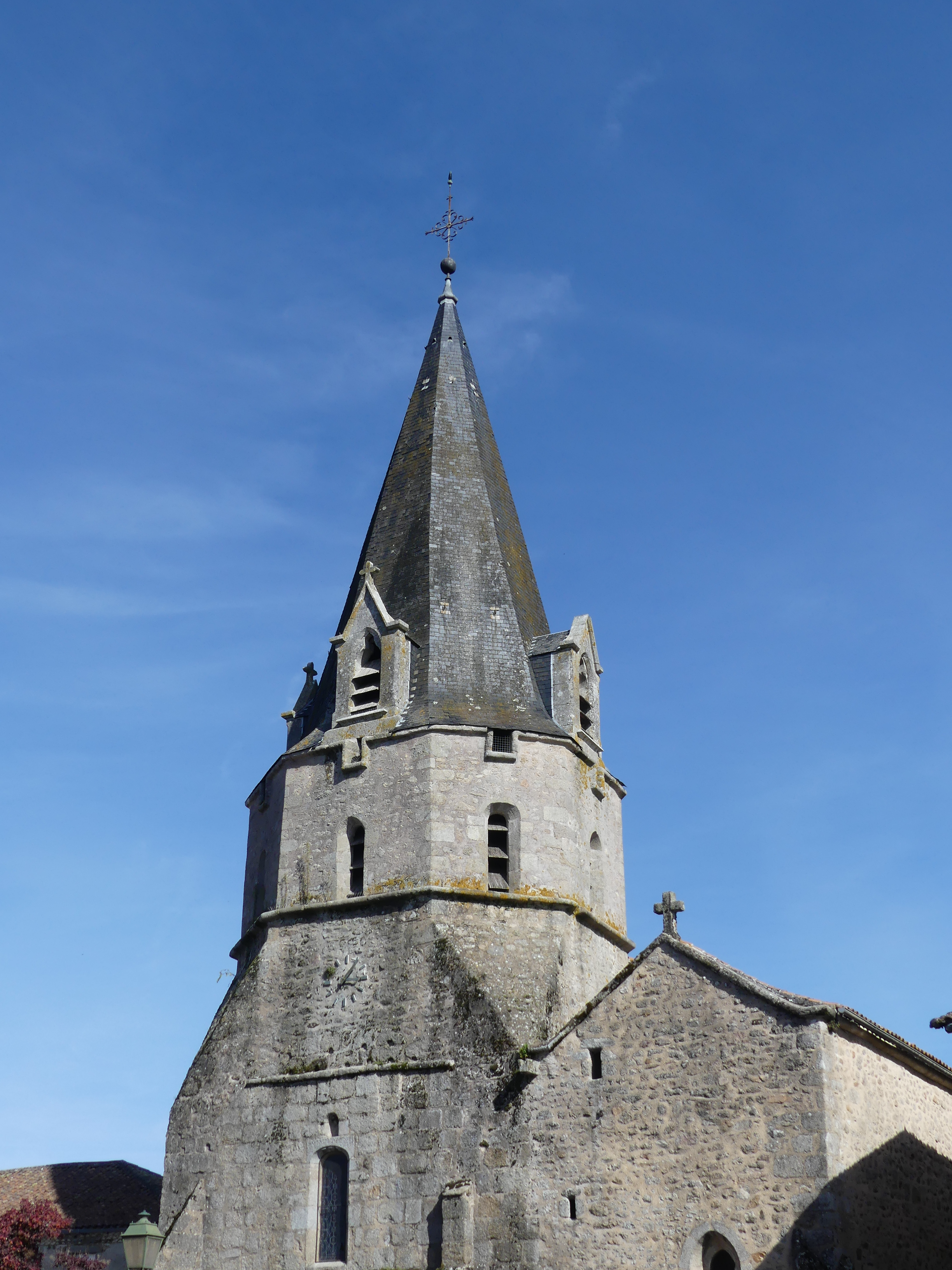
Le clocher octogonal.
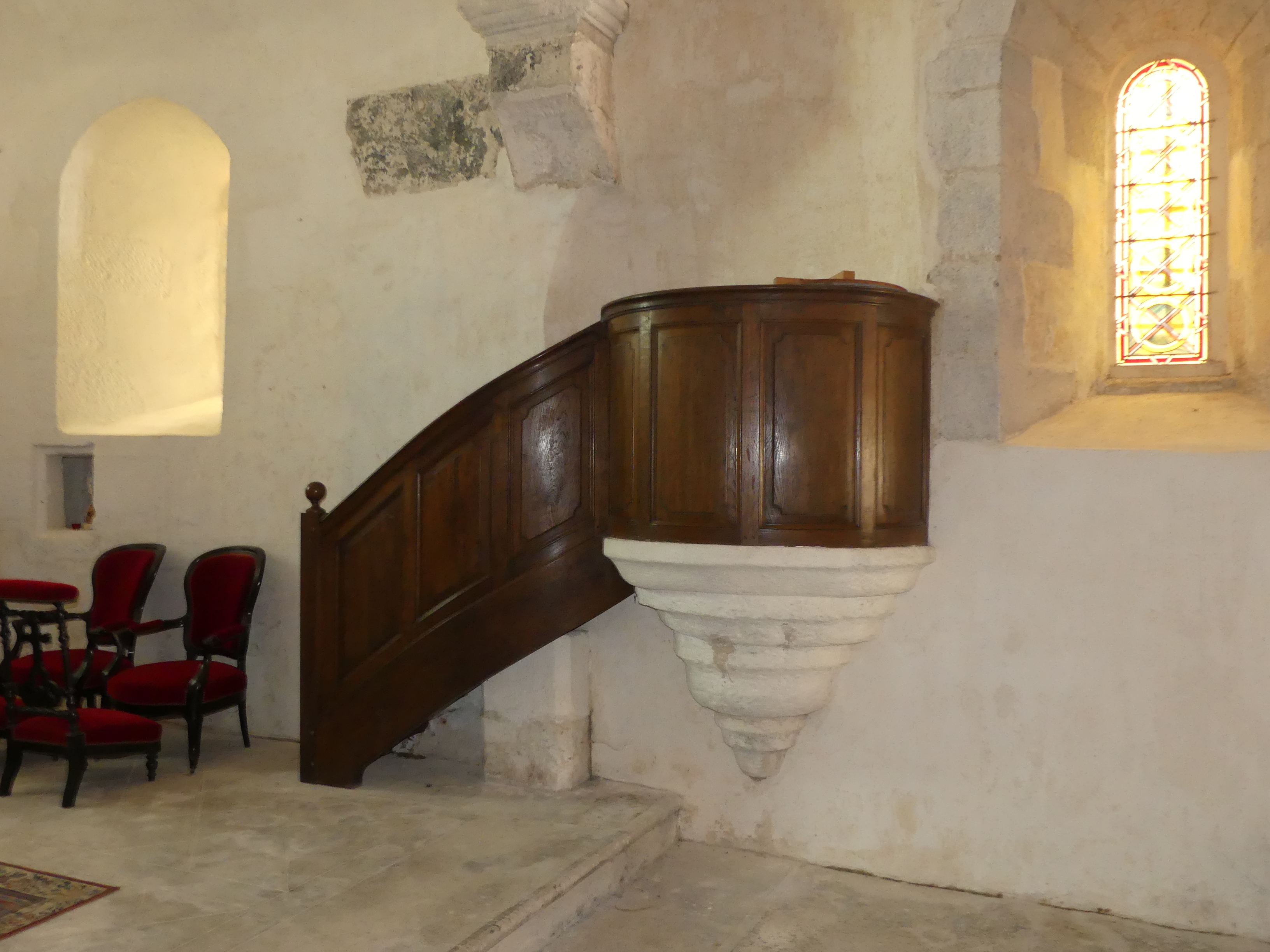
La chaire.
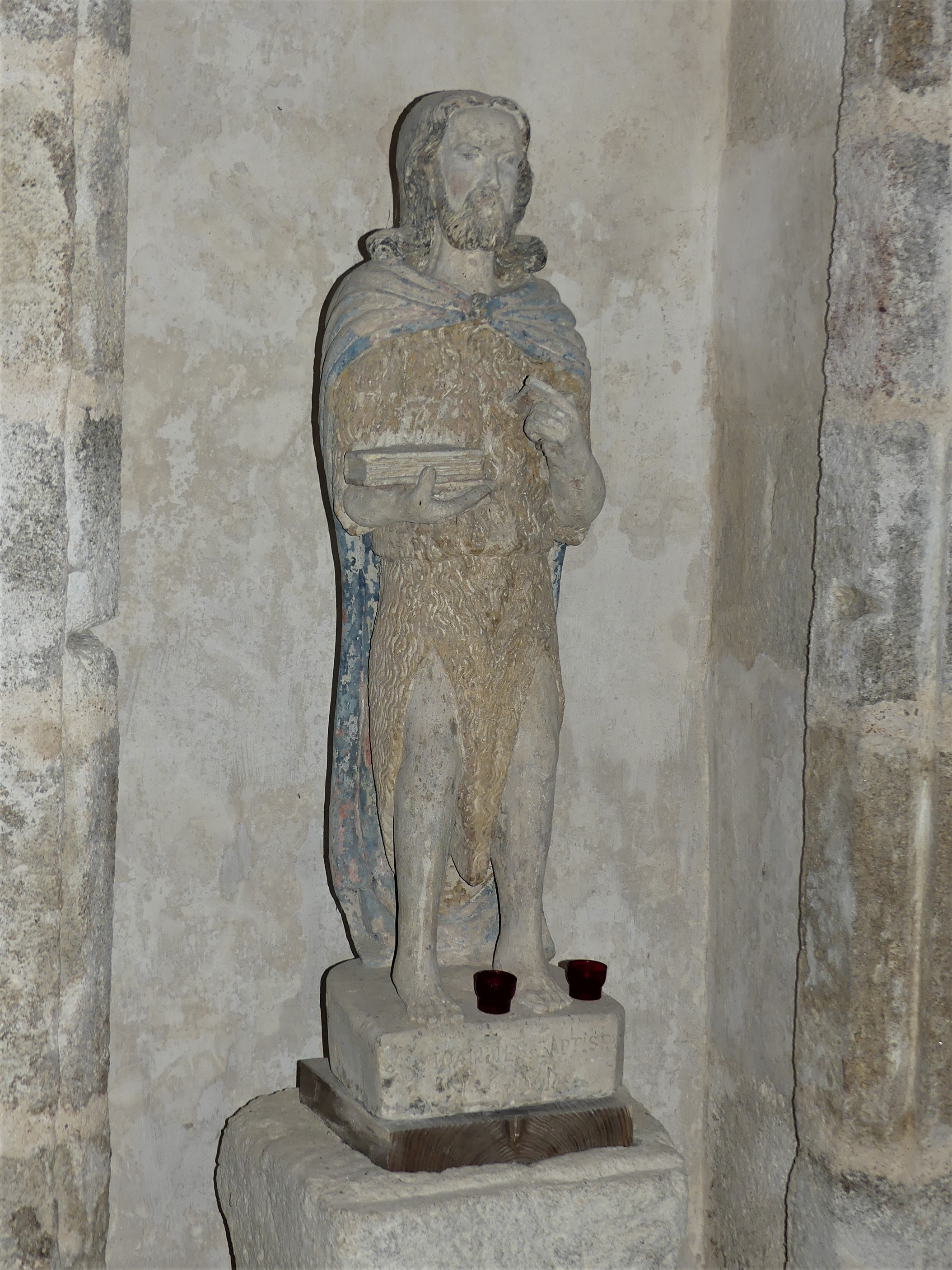
Statuette représentant saint Jean-Baptiste.
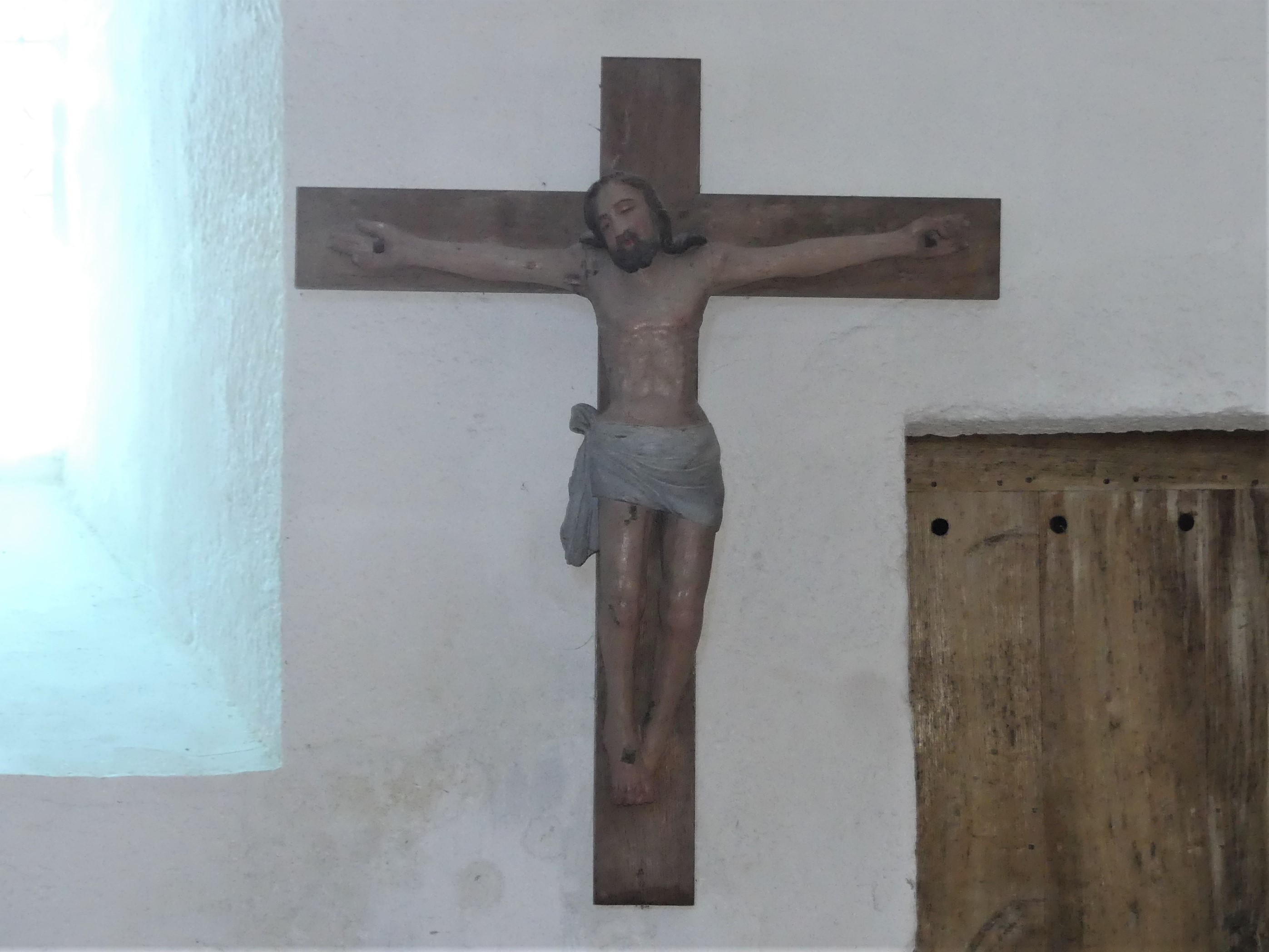
Le Christ en croix.